# RISE Project

sigla RISE Project

RISE Project este o comunitate de jurnaliști, programatori și activiști care investighează crima organizată și corupția care afectează România și țările din regiune.
RISE Project dezvăluie conexiuni ascunse dintre organizații criminale, politicieni și afaceriști – folosind tehnici avansate de investigație și tehnologii de analiza informațiilor.
RISE Project este membru al rețelei regionale Organized Crime and Corruption Reporting Project (OCCRP) a Rețelei Globale de Jurnalism Investigativ (Global Investigative Journalism Network).
Investigațiile RISE Project au fost citate în mass-media locală și internațională, iar unii membri ai RISE Project sunt câștigători a unor premii prestigioase internaționale de jurnalism, ca: „Daniel Pearl Award for Outstanding International Investigative Reporting” (parte a proiectului OCCRP), „The Global Shining Light Award” și „Investigative Reporters and Editors Tom Renner Award for crime reporting”.

## Lucrări
În anul 2016, RISE Project a realizat o investigație care urmărește banii, trece prin toate etapele tranzacțiilor financiare cu păduri seculare, studiază anatomia acestor afaceri de sute de milioane de euro și localizează corupția sistemică care anunță dezastrul. Investigația este prezentată într-un material video intitulat Clear Cut Crimes, care a fost filmat timp de un an în Munții Carpați.
În noiembrie 2018, o valiză găsită pe un câmp din Teleorman, și care ar conține documente secrete ale firmei Tel Drum, a ajuns în posesia RISE Project.